# Павловський Валерій Володимирович
Вале́рій Володи́мирович Павло́вський — український філософ, доктор філософських наук, професор. Викладає філософію, соціологію та педагогіку вищої школи.
Московський державний університет імені М. В. Ломоносова, філологічний факультет (1963).
Аспірантура Новосибірського державного університету (1969 — 1972).
Захищена кандидатська дисертація на тему «Проблеми соціального розвитку молоді» (1973), спеціальність «Соціальна філософія».
Захищена докторська дисертація на тему «Соціально-філософські основи дослідження молоді» (1999).

## Основні праці
- Діалектико-матеріалістична концепція молоді. Наукова монографія. — Красноярськ, 1991. — 12 др.арк.
- Ювенологія: становлення науки про молодь. Наукова монографія. — Красноярськ, 1997. — 12,5 др.арк.
- Ювентология: проект интегративной науки о молодежи. Монография. — Москва: Академический проект, 2001. — 15,9 др.арк.
- Основи ювентології. Наукова монографія. — Чернівці: Зелена Буковина, 2005. — 12,1 др.арк.
- Основи ювентології. Наукова монографія. — Київ: вид-во КНТ, 2005. — 12,8 др.арк.
- Загальний курс філософії. Навчальний посібник. — Чернівці, ЧТЕІ КНТЕУ, 2005. — 13,4 др.арк.
- Сучасні соціальні проблеми — очима філософа. Наукова монографія. — Чернівці: Зелена Буковина, 2007. — 12,0 др.арк.